# Sudislav nad Orlicí
Sudislav nad Orlicí (en allemand : Halbendorf an der Adler) est une commune du district d'Ústí nad Orlicí, dans la région de Pardubice, en Tchéquie. Sa population s'élevait à 146 habitants en 2024.

## Géographie
Sudislav nad Orlicí est arrosée par la Tichá Orlice, un affluent l'Orlice, et se trouve à 3 km au sud-est de Brandýs nad Orlicí, à 7 km à l'ouest-nord-ouest d'Ústí nad Orlicí, à 39 km à l'est de Pardubice et à 135 km à l'est de Prague.
La commune est limitée par Brandýs nad Orlicí au nord, par la Tichá Orlice et la commune d'Orlické Podhůří au nord et à l'est, par Ústí nad Orlicí au sud-est, par Hrádek et Jehnědí au sud, et par Oucmanice à l'ouest.

## Histoire
La première mention écrite de la localité date de 1292.

## Transports
Par la route, Sudislav nad Orlicí trouve à 9,5 km d'Ústí nad Orlicí, à 47 km de Pardubice et à 161 km de Prague. 